# Distretto di Musga
Il distretto di Musga è un distretto del Perù nella provincia di Mariscal Luzuriaga (regione di Ancash) con 1.094 abitanti al censimento 2007 dei quali 223 urbani e 871 rurali.
È stato istituito il 12 maggio 1962.